# ニューライト・オブ・ミャンマー
ニューライト・オブ・ミャンマー（ビルマ語: ကြေးမုံ、英語: New Light of Myanmar）は、ミャンマー・ヤンゴンの国営英字日刊新聞。1914年に創刊。ミャンマー・アリン紙の姉妹紙でミャンマー政府情報省発行。公称10,000部。政府のプロパガンダの要素が強い傾向にある。

## 歴史
ニューライト・オブ・ミャンマー紙は1914年、イギリス植民地時代にヤンゴンで雑誌として創刊されたビルマ・アリン紙の英字紙ニューライト・オブ・ビルマ（New light of Burma）を前身とする。1962年の軍事クーデターにより国軍が政権を掌握すると、1969年にビルマ・アリン紙、ボタタウン（The Botataung）、チェーモンなどの全国紙が国有化された。その後、ビルマ・アリン紙がロウターピィートゥーネジン（The Working People's Daily）に改称され、英字紙の発行も続けられた。1993年4月にミャンマー・アリン紙に改称。同時に英字紙ニューライト・オブ・ミャンマーに改称された。

## 所在地
日本語: ミャンマー ヤンゴン管区、ヤンゴン区、43番通り、ストランド通り、22/30
英語: No 22/30, Strand Rd., 43rd. St., Yangon, Myanmar

## 内容
すべてのミャンマーの新聞の一面と最終面には政府関連ニュース、プロパガンダが掲載される。ほとんどの国内ニュースは政府のニュースエージェンシーであるミャンマーニュースエージェンシー（MNA）が提供する。海外事情に関しては、ロイターなどの記事をMNAが検閲した後に遅れて報道される。